# Дисфемізм
Дисфемізм — це троп, протилежний до евфемізму. Він полягає у вживанні більш грубого, вульгарного слова чи вислову замість емоційно і стилістично нейтрального, напр. пика замість обличчя.
У художній літературі та публіцистиці дисфемізм допомагає висловити негативне, критичне, зневажливе ставлення до певного факту, явища чи особи. Вживання дисфемізмів у мовленні має за мету зробити вислів більш грубим і неприємним для реципієнта, підсилити чи висміяти його негативні сторони.
Як дисфемізм можуть використовуватися різноманітні засоби негативної оцінки поведінки чи особистості — від експресивних слів, що перебувають у межах літературного слововживання, до грубої просторічної лексики.
Умовою існування дисфемізмів є безліч соціокультурних та психолінгвістичних чинників, до яких, зокрема, належить дотримання своєрідної «моди» у мовленні, напр. із появою нових реалій чи неологізмів. Внутрішньомовною причиною існування дисфемізмів можна назвати надання переваги експресивно-виразним одиницям замість нейтральних, які можуть повніше і точніше висловити ставлення мовця до сказаного.
Як і евфемізми, дисфемізми внаслідок широкого вжитку швидко зношуються, оскільки з часом втрачають своє негативне значення і починають сприйматися як прийнятний нейтральний вислів.

## Табуйовані терміни
Табуйовані терміни використовуються як образи, епітети та ненормативна лексика, оскільки вони завдають шкоди особі слухача, що може зруйнувати соціальну гармонію — особливо якщо мовець і слухач соціально віддалені один від одного. З цієї причини терміни образи є соціально табуйованими та дисфемістичними. Порушення соціального табу може діяти як емоційна розрядка, з іллокутивним актом вираження почуття або ставлення.
Поганих або табуйованих слів для багатьох речей набагато більше, ніж «хороших» слів. Г'ю Роусон у своїй книзі «Погані слова» зауважує, що якщо подивитися на Міжнародний тезаурус Роже, то там є «89 синонімів для п'яного порівняно з 16 для тверезого, і 206 для поганої людини порівняно з 82 для хорошої людини. Синоніми для позначення нецнотливості в Тезаурусі займають 140 рядків, тобто рівно в чотири рази більше місця, ніж синоніми для позначення цнотливості. Для нецнотливої жінки наведено 34 синоніми, для нецнотливого чоловіка — 24. Для цнотливої жінки і цнотливого чоловіка синонімів не подано взагалі».
Тілесні випорожнення, або тілесні виділення, є постійною мішенню для дисфемії. Історично склалося так, що в багатьох громадах вважалося, що тілесні виділення, такі як кал, слина, кров, обрізки нігтів і волосся, є прокляттям. Така відраза, вочевидь, засвоєна: дітей і тварин не відлякують тілесні виділення (якщо тільки вони не мають неприємного запаху). У дослідженні, проведеному в університетах Монаш і Ла Троб в Мельбурні, Австралія, випробовувані оцінювали тілесні виділення відповідно до того, наскільки огидними вони їх вважали. Фекалії, блювота, сперма і менструальна кров були оцінені як найбільш огидні, тоді як обрізки нігтів, запах з рота, кров з рани, обрізки волосся і грудне молоко були оцінені як найменш огидні. Цей континуум рівнів огиди простежується в деяких дисфемізмах, таких як shitter — «туалет», to come — «еякулювати», puke hole — «таверна» або «вбиральня».